# Eddie Jones (basket-ball)
Pour les articles homonymes, voir Jones et Eddie Jones.
Eddie Charles Jones, né le 20 octobre 1971 à Pompano Beach en Floride, est un ancien joueur américain de basket-ball.

## Biographie
Jones joue en NCAA à l'Université Temple avec le meneur et futur joueur NBA Aaron McKie. Il est sélectionné au dixième rang de la Draft 1994 de la NBA par les Lakers de Los Angeles. Lors de sa saison rookie (débutant en NBA), il réalisa des moyennes de 14,0 points et 2,05 interceptions par match en 64 rencontres, dont 58 comme titulaire. Lors du Rookie Challenge 1995, il remporta le titre de MVP, grâce à une performance de 25 points, 6 interceptions et 4 rebonds. À l'issue de la saison, il est sélectionné dans la NBA All-Rookie First Team, premier cinq des rookies ,.
Il passe ses cinq premières saisons avec les Lakers, avant d'être transféré aux Hornets de Charlotte le 10 mars 1999 afin de libérer du temps de jeu pour permettre à Kobe Bryant de progresser. Jones est un mentor pour Bryant lors de sa période aux Lakers, étant originaire tous les deux de la région de Philadelphie, Jones ayant évolué à l'Université Temple et Bryant ayant lui évolué au lycée Lower Merion près de Philadelphie.
La saison 1999-2000 est la meilleure saison de Eddie Jones. Sous le maillot des Hornets, il inscrit 20,1 points par match. Connu pour sa solide défense, Jones est nommé dans les NBA All-Defensive Second Team lors des saisons 1997-1998 et 1998-1999. Lors de l'intersaison suivante, il fut transféré au Heat de Miami où il évolue durant cinq saisons avant d'être inclus dans un transfert aux Grizzlies de Memphis contre James Posey et Jason Williams le 2 août 2005. Ce transfert record implique cinq équipes et treize joueurs. Il signe 18,5 points par match lors de la saison 2002-2003, sa meilleure saison avec celle à Miami. Lors de sa dernière saison avec le Heat en 2004-2005, sa marque moyenne descend à 12,7 points par match.
Hors des parquets, Eddie Jones est l'un des premiers joueurs choisis pour représenter la Air Jordan, une filiale de l'équipementier Nike et porter la "Jordan XI".
Eddie Jones figure actuellement au 7e rang de l'histoire de la ligue au nombre de tirs à 3-points réussis en carrière. Le 30 janvier 2007, Jones est évincé des Grizzlies de Memphis.
Le 1er février 2007, Jones signe un contrat minimum pour la seconde fois avec le Heat de Miami, gagnant du temps de jeu à la suite de la blessure de Dwyane Wade.
Au terme de la saison 2006-2007, Eddie Jones devint agent libre sans restriction. Miami voulait développer une jeune équipe et n'a donc pas voulu d'un joueur âgé de 35 ans pour la saison suivante.
Le 3 août 2007, Jones se met d'accord pour un contrat de deux ans avec les Mavericks de Dallas. Ce contrat lui attribue un salaire de 1,83 million de dollars lors de la première année du contrat. Le 6 août 2007, les Dallas Mavericks signent le contrat avec Eddie Jones. En octobre 2008, il fait partie d'un transfert qui l'envoie aux Pacers de l'Indiana. Peu après, il se met d'accord avec sa nouvelle franchise pour redevenir agent libre, les Pacers libèrent ainsi de la masse salariale pour s'offrir un éventuel autre joueur tout en restant sous le seuil de la salary Cap.

## Clubs successifs
- 1994-1998 : Lakers de Los Angeles.
- 1999-2000 : Hornets de Charlotte.
- 2000-2005 : Heat de Miami.
- 2005-2006 : Grizzlies de Memphis.
- 2006-2007 : Heat de Miami.
- 2007-2008 : Mavericks de Dallas.

## Pour approfondir
- Liste des meilleurs marqueurs en NBA en carrière.
- Liste des meilleurs marqueurs à trois points en NBA en carrière.
- Liste des meilleurs intercepteurs en NBA en carrière.
- Liste des meilleurs intercepteurs en NBA par saison.
- Liste des joueurs de NBA avec 9 interceptions et plus sur un match.